# أناتول دي مونزي

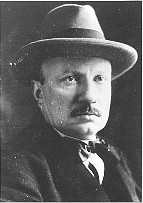

أناتول دي مونزي (بالفرنسية: Anatole de Monzie) (22 نوفمبر 1876 جيروند - 11 يناير 1947 باريس) هو إداري وسياسي وموسوعي فرنسي ، صمم الموسوعة الفرنسية رفقة المؤرخ الفرنسي لوسيان فيبر .